# Luboš Řehák
Luboš Řehák (* 2. listopadu 1967 Opočno) je český politik, manažer a bývalý starosta obce Val v okrese Rychnov nad Kněžnou.

## Život
Studoval Gymnázium v Dobrušce, Střední pedagogickou školu v Litomyšli a politologii v Kolíně.
V roce 2005 spoluzaložil Místní akční skupinu POHODA venkova, kde je nyní předsedou a zajišťuje regionální koordinaci výrobků značky Orlické hory originální produkt, dále pořádá festival Divadelní pohoda a od roku 2011 je manažerem a finančním ředitelem Mezinárodního hudebního festivalu F. L. Věka.
Luboš Řehák je ženatý a má dvě děti.

## Politické a veřejné působení
Od roku 1990 je nepřetržitě členem zastupitelstva obce Val, kde je starostou od roku 2002. Ve volbách v roce 2006 a 2010 kandidoval jako člen SNK ED. V komunálních volbách v roce 2014 obhájil post zastupitele obce jako nestraník za KDU-ČSL na kandidátce subjektu "BESEDA VAL", kterou vedl jako lídr.
V letech 2008 – 2012 byl členem Kontrolního výboru Královéhradeckého kraje. Je aktivní ve spolupráci mezi obcemi, člen Rady DSO Novoměstsko a místopředseda Dobrovolného svazku obcí Region Orlické hory.
Ve volbách do Senátu PČR v roce 2014 kandidoval jako nestraník za KDU-ČSL v obvodu č. 48 – Rychnov nad Kněžnou. Se ziskem 15,92 % hlasů skončil v prvním kole na 2. místě a postoupil tak do druhého kola. V něm prohrál poměrem hlasů 40,23 % : 59,76 % s dosavadním senátorem a nestraníkem za ČSSD Miroslavem Antlem.